# جاي ر. مكنيل
جاي ر. مكنيل (بالإنجليزية: John Robert McNeill)‏ هو بروفيسور ومؤرخ وأستاذ جامعي أمريكي، ولد في 6 أكتوبر 1954 في شيكاغو في الولايات المتحدة.

## وصلات خارجية
- الموقع الرسمي